# Stuart Baird
Stuart Baird (* 30. listopadu 1947 Anglie) je britský filmový střihač, producent a režisér.
V první polovině 70. let 20. století působil jako asistent režiséra či asistent střihu. Ve druhé polovině tohoto desetiletí spolupracoval jako střihač jednak s režisérem Kenem Russellem (Tommy (1975), Lisztomania (1975) a Valentino (1977)), jednak se režisérem Richardem Donnerem, na jehož filmech se podílel mezi lety 1976 a 1994. Patří mezi ně Přichází Satan! (1976), Superman (1978; nominace na Oscara v kategorii Nejlepší střih), Superman II: Verze Richarda Donnera (1980/2006), Jestřábí žena (1985), Smrtonosná zbraň (1987), Smrtonosná zbraň 2 (1989), Radio Flyer (1992) a Maverick (1994). Mezi další celovečerní snímky, které Baird stříhal, patří např. Outland (1981), Revoluce (1985), Gorily v mlze (1988; nominace na Oscara v kategorii Nejlepší střih), Poslední skaut (1991), Demolition Man (1993), Legenda o Zorrovi (2005), Casino Royale (2006) či Salt (2010). U několika filmů se podílel také na producentské práci, tři celovečerní snímky rovněž sám režíroval: Boeing 747 v ohrožení (1996), Šerifové (1998) a Star Trek: Nemesis (2002).